# Domachowo (Pomerania Occidental)
Domachowo [pronunciación en polaco: /dɔmaˈxɔvɔ/] (en alemán: Hanshagen) es un pueblo en el distrito administrativo de Gmina Polanów, dentro del Condado de Koszalin, en el Voivodato de Pomerania Occidental, en el noroeste de Polonia. Se encuentra a aproximadamente 12 kilómetros al noroeste de Polanów, 27 kilómetros al este de Koszalin, y 157 kilómetros al noreste de la capital regional, Szczecin.
Antes de 1945 el área era parte de Alemania. Para la historia de la región, véase Historia de Pomerania.
El pueblo tiene una población de 260 habitantes.